# Коронавірусна хвороба 2019 у Бахрейні
Спалах коронавірусної хвороби 2019 у Бахрейні — це поширення пандемії коронавірусної хвороби 2019 на територію Бахрейну. Перший випадок хвороби в країні зареєстровано 21 лютого 2020 року в столиці країни Манамі.

## Хронологія

### 2020

#### Лютий
21 лютого в Бахрейні виявлено перший випадок коронавірусної хвороби у водія шкільного автобуса, який нещодавно повернувся в країну з Ірану через Дубай.
24 лютого громадянка Бахрейну, яка прилетіла до аеропорту Бахрейн з Ірану через Дубай, обстежена за допомогою скринінгових засобів у аеропорту, внаслідок чого в неї виявлено коронавірусну хворобу. Хвора прибула до країни зі своїм чоловіком та невісткою. Усіх трьох відправили на карантин. Уряд Бахрейну призупинив всі рейси з аеропорту Дубая та аеропорту Шарджі на 48 годин. Також повідомлено про заборону громадянам країни відвідувати Іран.
25 лютого в Бахрейні виявлено 9 нових випадків хвороби, унаслідок чого загальна кількість випадків хвороби у країні зросла до 17. З цих 9 випадків 4 були жінками з Бахрейну та 2 бахрейнськими чоловіками, які повертались з Ірану через Шарджу, 2 жінки з Саудівської Аравії, які також повертались з Ірану через Шарджу, та громадянка Бахрейну, яка повернулась до країни з Дубаю.
25 лютого в Бахрейні для запобігання подальшого поширення коронавірусної хвороби на два тижні призупинені заняття у всіх школах, університетах та дитячих садках. Відкладені також випускні екзамени за курс середньої школи.
26 лютого в Бахрейні виявлено 9 нових випадків хвороби, унаслідок чого загальна кількість випадків хвороби в країні зросла до 26, у тому числі три нових випадки серед жінок, які прибули до Бахрейну з Ірану. Служба цивільної авіації Бахрейну повідомила, що призупинення авіасполучення з міжнародним аеропортом Дубая продовжено ще на 48 годин. Авіасполучення з Іраком та Ліваном припинено на невизначений термін. Міністерство охорони здоров'я повідомило про проведення обов'язкового медичного огляду всіх осіб, які відвідували Іран у лютому.
27 лютого у Бахрейні виявлено 7 нових випадків хвороби, загальна кількість випадків хвороби в країні зросла до 33. Більшість з хворих нещодавно повернулись з Ірану непрямими рейсами через інші країни. Інфікованих осіб доставляли до ізолятора медичного центру Ебрагіма Халіла Кану.
28 лютого в Бахрейні виявлено два нових випадки хвороби у бахрейнського громадянина та в громадянина Саудівської Аравії, які прибули з Ірану непрямими рейсами. На 28 лютого в Бахрейні зареєстровано 38 випадків коронавірусної хвороби.

##### Березень
8 березня міністр охорони здоров'я Бахрейну повідомив, що в країні зареєстровано 94 випадки коронавірусної хвороби, 14 хворих одужали.
12 березня влада країни наказала звільнити з в'язниць кількасот ув'язнених для запобігання спалаху хвороби у в'язницях. На цей день Бахрейн мав четвертий показник у світі із захворюваності на коронавірусну хворобу серед країн із населенням більш ніж мільйон осіб — 114,6 випадків на мільйон осіб (удвічі більше, ніж у Китаї).
16 березня міністерство охорони здоров'я країни повідомило про смерть від коронавірусної хвороби 65-річної жінки, що стало першою смертю від коронавірусної хвороби не тільки в крані, а й серед усіх країн Перської затоки. Повідомлено, що в жінки було кілька хронічних хвороб. Того ж дня національна робоча група з питань коронавірусу звернулась із закликом до добровольців надати медичну та адміністративну підтримку на час епідемії. Управління цивільної авіації країни повідомило про значне скорочення авіарейсів до Бахрейну.
17 березня уряд Бахрейну оприлюднив рішення про виділення 11,39 мільярдів доларів для стимулювання економіки в умовах епідемії коронавірусної хвороби, а також виділив кошти на покриття рахунків за воду та електроенергію для населення на період наступних 3 місяців.
22 березня повідомлено, що від коронавірусної хвороби померла 51-річна громадянка Бахрейну, що стало другою підтвердженою смертю в країні. Ця жінка інфікувалася вірусом під час перебування в Ірані, і в лютому була серед групи бахрейнців, яку репатріювали з Ірану на батьківщину. За повідомленнями засобів масової інформації, в неї була низка хронічних захворювань, і після повернення до Бахрейну вона знаходилась на карантині. Того ж дня у Бахрейні заборонили громадські заходи та зібрання за участю більше 5 осіб, причому такі заходи на громадських пляжах чи парках карались або штрафом у 5 тисяч бахрейнських динарів або ув'язненням до 3 років. Уряд країни також оголосив, що країна візьме участь у дослідженні коронавірусної хвороби, організоване ВООЗ, під назвою Дослідження Solidarity, та стане першою арабською країною, яка візьме участь у цьому дослідженні.
23 березня національна робоча група з питань боротьби з коронавірусом визначила Бахрейнський міжнародний виставковий та конференц-центр головним центром тестування на коронавірусну хворобу. Центр розподілили на три окремі зали для хворих у залежності від імовірності інфікування коронавірусом, зони невідкладної допомоги та аптеки. У ньому розгорнуто 500 ліжок для хворих та 1200 місць для амбулаторних пацієнтів.
24 березня від коронавірусної хвороби помер 65-річний чоловік, який мав низку хронічних хвороб, що стало третім випадком смерті в країні від коронавірусної хвороби. У зв'язку з ажіотажним попитом на миючі засоби та антисептики для рук Бахрейн заборонив їх експорт строком на три місяці. Цього ж дня Центральний банк Бахрейну наказав усім фінансовим закладам країни стерилізувати місцеві та закордонні грошові купюри, засобами ультрафіолетового антибактеріального опромінення або нагрівання до високих температур, або ізолюючи банкноти щонайменше на три дні, для запобігання інфікування банківських службовців та населення. Нижня палата парламенту країни проголосувала за схвалення пропозиції про введення в країні комендантської години з 18:00 до 5:00, яку ще має схвалити верхня палата парламенту. Присутніми на цьому засіданні були лише 23 із 40 депутатів, з яких 19 проголосували за підтримку пропозиції, 2 були проти, та 2 утримались.
25 березня від коронавірусної хвороби у країні помер 78-річний чоловік, який мав низку хронічних хвороб, ставши четвертим померлим від COVID-19 у країні. Того ж дня групу з 61 бахрейнських паломників евакуювали з Ірану чартерним рейсом, після чого помістили в карантин або до лікувальних закладів, 30 % з них мали позитивний результат на коронавірус.
26 березня уряд Бахрейну оголосив про припинення роботи усіх закладів, діяльність яких не вважається життєво необхідною. Виняток становлять лише супермаркети, банки, пекарні та заклади охорони здоров'я, робота яких припинятися не буде. Ця постанова набуває чинності о 19:00 26 березня і діятиме до 19:00 9 квітня. Всім закладам дозволено поновити роботу в період з 9 по 23 квітня.
28 березня національний центр охорони здоров'я країни повідомило, що хворі з невстановленим діагнозом коронавірусної хвороби можуть за власний рахунок звертатися до приватних медичних закладів у готелях «Regis», «Best Western Hotel» та «Taj Plaza Hotel», де працюватимуть медичні працівники з Близькосхідної лікарні. Пізніше власник готелю «Regis» Варгезе Кур'ян 17 квітня 2020 повідомив, що громадяни Бахрейну в цьому конкретному готелі будуть лікуватися безкоштовно. Окрім того повідомлено, що в готелі «Novotel» працюють спеціалісти з Бахрейнської спеціалізованої лікарні.
30 березня міністерство охорони здоров'я країни створило спеціальні пункти тестування на коронавірус в Манамі, Дурат-ель-Бахрейні та Ель-Будайї, призначених для прийому та обробки випадкових пробних зразків від людей похилого віку та груп населення, що мають високий ризик інфікування коронавірусом. До цієї групи включили працівників супермаркетів, пекарень та аптек. Управління цивільної оборони країни повідомило, що воно провело 5618 операцій з дезинфекції по всій країні. Школа Святого Крістофера в Манамі розпочала тривимірний друк козирків для медичного персоналу лікарень Сил оборони Бахрейну та кардіологічного центру Авалі.
31 березня електронний відділ уряд Бахрейну випустив програму «BeAware Bahrain» у додатку Apple & Google Play. Додаток використовує дані про місцезнаходження за даними GPS, щоб попередити користувачів про найближчі активні випадки COVID-19 або місця, в яких зараз знаходяться особи з позитивним тестом на коронавірус.

##### Квітень
1 квітня міністерство охорони здоров'я країни повідомило, що понад 316 хворих коронавірусною одужали з моменту початку епідемії, в країні проведено 34159 обстеження на коронавірус.
6 квітня в країні розпочалась видача електронних водонепроникних браслетів із системою відстеження місцезнаходження для спостереження за особами, які перебувають на домашньому карантині. Повідомлено про початок запровадження заходів щодо зменшення розповсюдження COVID-19 від осіб, які ще не знаходяться на карантині; браслет поєднується зі смартфоном користувача та надсилає автоматичне попередження, коли до хворої особи буде відстань у 15 метрів. Порушники карантину можуть бути позбавлені волі на 3 місяці, або оштрафовані в розмірі від 1000 до 10000 бахрейнських динарів. Випадкове тестування населення показало, що у чоловіка з Бангладеш виявлено позитивний результат на коронавірус. Відстеження контактів виявило, що у всіх 15 його сусідів в одному будинку також виявлено позитивний результат, після чого їх усіх відправили на карантин.
7 квітня міністерство охорони здоров'я країни повідомило про виявлення 55 нових випадків хвороби, кількість активних випадків хвороби становила на цей день 349. Також повідомлено, що в країні проведено 50127 обстеження на коронавірус. Того ж дня міністерство також повідомило про п'яту смерть від коронавірусної хвороби в країні, помер 70-річний громадянин Бахрейну з низкою хронічних захворювань. Міністерство закордонних справ Бахрейну повідомило, що з початку пандемії в січні до країни репатрійовано 1200 громадян Бахрейну з усього світу. Уряд країни повідомив про продовження обмежень на громадські заходи, але дозволив відкрити частину закладів сфери обслуговування з 9 по 23 квітня за умови дотримання ними гігієнічних правил. Уряд також оголосив, що носіння масок для обличчя є обов'язковим під час перебування в громадських місцях.
8 квітня уряд Бахрейну повідомив, що він компенсує заробітну плату працівників приватних підприємств країни (за оцінками близько 100 тисяч осіб) з квітня по червень 2020 року, на що витратить 570 мільйонів доларів.
10 квітня міністерство охорони здоров'я повідомило про шосту смерть в країні від коронавірусної хвороби, помер 63-річний громадянин Бахрейну з низкою хронічних захворювань, який повернувся з Ірану. Того ж дня госпіталь Сил оборони Бахрейну відкрив польове відділення інтенсивної терапії на 130 ліжок, призначене для лікування пацієнтів із коронавірусною хворобою. На розгортання польового відділення знадобилося 7 днів, його розмістили на третьому поверсі автостоянки госпіталю.
13 квітня міністерство охорони здоров'я повідомило про найбільшу кількість підтверджених випадків захворювання за добу в країні — 212 нових випадків, з яких 206 є трудовими мігрантами.
15 квітня міністерство охорони здоров'я Бахрейну повідомило про сьому смерть від коронавірусної хвороби в країні, помер 60-річний громадянин Бахрейну з низкою хронічних захворювань, який інфікувався від репатрійованого громадянина Бахрейну. Того ж дня повідомлено, що коронавірусом інфікувалися 3 водії рейсових автобусів, про що стало відомо після випадкового тестування, що спричинило зменшення частоти автобусних рейсів та зміни в розкладі руху автобусів.
16 квітня Королівський гуманітарний фонд розпочав кампанію «Фіна хаїр» («У нас є добро»), метою якої є збір фінансових та матеріальних пожертв на допомогу в боротьбі з пандемією коронавірусної хвороби в Бахрейні. Отримані пожертви включають їжу, медичне обладнання та щонайменше 5 мільйонів бахрейнських динарів.
17 квітня в країні виявлено 44 нових випадки хвороби, 22 з яких нещодавно відвідували Іран, 10 контактували з хворими, 2 з них були трудовими мігрантами, у 10 хворих джерело інфікування не визначено.
18 квітня 125 мешканців Бахрейну, які на початку пандемії знаходились в Індії, евакуйовані з міста Пуне та повернуті на батьківщину.
22 квітня комітет із боротьби з поширенням коронавірусної хвороби повідомив про продовження протоколів соціально дистанціювання в місяць Рамадан, додавши, що віруючі повинні утриматися від відвідування масових релігійних церемоній та заходів.
23 квітня міністерство промисловості та торгівлі відкрило вебсайт віртуального торгового центру під назвою «mall.bh». Електронна послуга була налаштована таким чином, щоб понад 100 магазинів-учасників могли продавати онлайн товари та послуги клієнтам під час фізичного закриття магазинів.
24 квітня в країні спостерігався найбільший приріст нових випадків хвороби з початку епідемії — 301 випадок, з них 212 трудові мігранти.
25 квітня уряд країни повідомив, що низка міських автобусів переобладнані на мобільні пункти тестування на коронавірус.
27 квітня проведено дослідження Google, у якому показано, що в Бахрейні спостерігалось найменше зниження мобільності населення під час пандемії коронавірусної хвороби (-21,2 %) серед держав Ради співпраці країн Перської затоки, яке, як вважається, спостерігалось у зв'язку з відсутністю локдауну в країні на відміну від сусідніх країн.
До кінця квітня, у час початку місяця Рамадан, міністерство охорони здоров'я країни повідомило, що загальна кількість активних випадків хвороби на цей день становить 1493 із загальної кількості 2811 підтверджених випадків, у країні проведено 121706 тестів на коронавірус.

##### Травень
У травні в Бахрейні також спостерігався значний ріст захворюваності на коронавірусну хворобу. Станом на 17 травня кількість випадків зросла до більш ніж 7 тисяч. Згідно статистичних даних станом на 5 травня у країні реєструвалось в середньому 277 випадків хвороби за день.
13 травня у 31 члена однієї сім'ї виявлено позитивний тест на COVID-19 після недотримання ними вимог соціального дистанціювання.
14 травня регуляторні органи охорони здоров'я країни дали дозвіл приватним лікарням на проведення тестування на COVID-19 неінфікованим особам або безсимптомним хворим за відповідну оплату. Зразки біоматеріалу від цих осіб також надсилатимуться в сертифіковану клінічну лабораторію для тестування.
18 травня представники влади повідомили, що загальна кількість активних випадків хвороби в країні перевищила 4 тисячі осіб, а загальна кількість проведених тестів на коронавірус становила 236828.
29 травня бахрейнська поліція заарештувала чоловіка, який заявляв, що COVID-19 є обманом, за поширення неправдивої інформації, яка суперечить закону про охорону здоров'я в країні.

##### Червень
На початку червня 2020 року у Бахрейні зареєстровано 11804 випадків COVID-19, з яких 19 хворих померли.
8 червня у Бахрейні зареєстровано найбільшу кількість нових випадків коронавірусної хвороби за один день, цього дня підтверджено 654 випадки. Наступного дня за допомогою відстеження контактів було виявлено, що один хворий коронавірусною хворобою прямо та опосередковано інфікував коронавірусом 91 особу.
За повідомленням анонімного парламентського джерела, 18 червня бахрейнська газета «Аль-Ватан» повідомила про значне зменшення кількості працюючих іноземців у державному секторі. Газета також повідомляє, що уряд вивчає плани продовження субсидій на електроенергію та воду для громадян. Урядова статистика показала, що експорт з країни знизився на 55 % від попереднього року, пасажиропотік у Міжнародному аеропорту Бахрейну зменшився на 98 %, а заповненість готелів впала на 72 % з початку пандемії.
22 червня засоби масової інформації повідомили про першого лікаря, який помер від COVID-19 в Бахрейні. Соломан Віней Кумар був лікарем первинної ланки, який працював в американській місійній лікарні, та помер після чотиритижневої боротьби за його життя в реанімації.
У червні в Бахрейні зареєстровано найбільшу кількість смертей від коронавірусної хвороби, за місяць у країні померло 68 хворих на COVID-19.

##### З липня
Посольство Індії в Бахрейні повідомило, що до 25 тисяч індійських громадян мали бути евакуйовані з Бахрейну в рамках міжнародної операції з репатріації громадян Індії. Понад тисяч індійських громадян вже покинули країну з початку епідемії.

##### До кінця 2020 року
У листопаді та грудні 2020 року національний регуляторний орган охорони здоров'я Бахрейну схвалив екстрене застосування вакцин Sinopharm BIBP та Pfizer–BioNTech.
Пілот Формули-1 Льюїс Гамільтон отримав позитивний результат тестування на коронавірус лише через 2 дні після перемоги на Гран-прі Бахрейну. Унаслідок цього він пропустив Гран-прі Сахіру, яке було заплановане на 6 грудня. Гамільтона замінив його співвітчизник, який став резервним пілотом команди «Mercedes» і пізніше пілотом «Williams», Джордж Расселл. Цей випадок вплинув не лише на виступи Джорджа Рассела, але й на гонщика Формули-2, який виступає за «Campos Racing», а також резервного гонщика «Williams» Джека Ейткена, який дебютував у «Формулі-1».

### Січень-квітень 2021
У січні 2021 року в Бахрейні кількість випадків COVID-19 зросла на 43 % порівняно з груднем 2020 року, причому приблизно 17% становили діти. Національна робоча група з COVID-19 пояснила це самовдоволенням і недотриманням карантинних заходів. У тому ж місяці країна оголосила про створення мобільних пунктів вакцинації для щеплення людей похилого віку та прикутих до ліжка в їхніх домівках. За даними урядової цільової групи, загалом 143596 осіб було вакциновано проти COVID-19 станом на 20 січня 2021 року з моменту початку спалаху в попередньому місяці. Таким чином, Бахрейн став третьою країною за кількістю вакцинованих на 100 осіб у світі на той час (8,4 %). 27 січня Бахрейн оголосив про перший випадок зараження новим різновидом штаму COVID-19.
З лютого Бахрейн ввів систему цифрових COVID-паспортів, ставши однією з перших країн світу з такою системою.
У березні 2021 року Бахрейн перетворив торговий центр «Sitra Mall» на центр вакцинації, де пропонуються безкоштовно для масового введення 4 види вакцин: вакцини «Pfizer–BioNTech», «Sinopharm BIBP» і «Oxford–AstraZeneca», а також «Спутник V». Торговий центр раніше був безлюдним внаслідок пандемії, і тут працювало лише кілька магазинів, окрім супермаркету. Міністр охорони здоров'я Бахрейну Фаека Аль-Салех оголосив, що з початку пандемії в лютому 2020 року країна тимчасово працевлаштувала 630 іноземних медичних працівників.
На початку квітня 2021 року організація «Amnesty International» повідомила, що влада Бахрейну продемонструвала відсутність поваги до правил поводження з ув'язненими та неспроможність забезпечити ув'язненим право на охорону здоров'я. Свідчення, надані членами сімей ув'язнених, показали, що у в'язниці «Джо» вже були безліч потенційних випадків COVID-подібної хвороби. Також повідомлялося, що в'язниця, про яку йдеться, переповнена, через що заяви уряду про те, що ситуація під контролем, виглядали сумнівними.
У квітні 2021 року 3 бельгійських парламентарів написали міністру закордонних справ Бельгії Софі Вільмес, вимагаючи від неї закликати уряд Бахрейну розглянути ситуацію з COVID-19 у своїх в'язницях. Один з цих парламентарів депутат Франсуа де Смет зазначив, що труднощі з контролем інфекційних захворювань у в'язницях є глобальною проблемою. Депутат високо оцінив звільнення 1500 ув'язнених у березні 2020 року після зростання кількості випадків хвороби, але також підкреслив триваюче несправедливе утримання під вартою 12 представників громадянського суспільства.

### Травень 2021 року—до кінця пандемії
З 1 січня по 31 травня 2021 року від COVID-19 померли 665 осіб, 90 % з яких були невакцинованими. На 1 червня кількість госпіталізованих у реанімацію хворих на COVID-19 становила 326 осіб, з них 83 % були невакцинованими. Міністерство охорони здоров'я також оголосило про збільшення кількості вакцинацій на добу до 31 тисячі. 3 червня 2021 року національний орган регулювання охорони здоров'я країни схвалив сотровірімаб, моноклональне антитіло для екстреного використання у хворих COVID-19 з легкою та середньою тяжкістю перебігу. У тому ж місяці суверенний фонд багатства Бахрейну «Мумталякат» підписав меморандум про взаєморозуміння з Російським фондом прямих інвестицій і «Біннофарм» для виробництва та експорту вакцини «Спутник V» у регіон MENA.
У червні 2021 року низка газет повідомила, що Бахрейн планує запровадити ревакцинацію вакциною Pfizer для людей похилого віку та людей з ослабленим здоров'ям, які вже отримали вакцину Sinopharm BIBP. Незважаючи на повідомлену недостатню ефективність китайської вакцини для захисту населення від хвороби, країна змогла зменшити зараження у 8 разів з 29 травня по 23 червня 2021 року, в основному завдяки використанню вакцини «Sinopharm». Із зростанням критики щодо ефективності схвалених ВООЗ китайських вакцин, Саудівська Аравія та ОАЕ оголосили, що не приймають сертифікати про вакцинацію китайськими вакцинами від прибуваючих з-за кордону, які відвідують Мекку.
Станом на початок липня, Бахрейн надалі посідав третє місце серед інших країн за рівнем вакцинації, тут було проведено 2,07 млн щеплень і вакциновано 69,7 % населення.